# Suszewo (Bułgaria)
Suszewo (bułg. Сушево) – wieś w Bułgarii, w obwodzie Razgrad, w gminie Zawet. Według danych szacunkowych Ujednoliconego Systemu Ewidencji Ludności oraz Usług Administracyjnych dla Ludności, 15 marca 2016 roku miejscowość liczyła 628 mieszkańców.